# Acromyrmex diasi
Acromyrmex diasi är en myrart som beskrevs av Goncalves 1983. Acromyrmex diasi ingår i släktet Acromyrmex och familjen myror. Inga underarter finns listade i Catalogue of Life.